# Centre Clignancourt
Le campus Clignancourt est un campus de la faculté des lettres de Sorbonne Université situé dans le 18e arrondissement de Paris, à la porte de Clignancourt.
Construit à la va-vite à la fin des années 1960, pour faire face à la constitution des universités issues de la loi Faure, il constitue un des derniers exemples encore en usage de l'architecture dite Pailleron.
Il regroupe actuellement les deux premières années des premiers cycles et même maintenant des troisièmes années (géographie, anglais et musicologie) des UFR suivantes : 
- Anglais
- Études ibériques (Espagnol et Portugais)
- Géographie
- Histoire
- Musique et Musicologie
- Philosophie
- Sociologie

## Reconstruction
Il a été reconstruit entre 2010 à 2013 dans le cadre d'un Partenariat public-privé (PPP), signé en juillet 2009. Le projet arrêté propose de nouveaux bâtiments de 21 000 m2, comprenant 8 amphithéâtres, dont un de 500 places (auditorium), des salles de cours, un étage entier dévolu à la musicologie, le tout "prévu pour accueillir 6 000 étudiants". Une vaste bibliothèque s'étendant sur trois étages y a été réalisée pour remplacer l'ancienne qui se situait à proximité dans l'ancien lycée Championnet. Architecture : GPAA - Gaëlle Péneau Architectes Associés.

### Débats
L'AGEPS, syndicat de Paris IV majoritaire, dénonce plusieurs points de cette reconstruction :
- sur la forme, le projet aurait été négocié en catimini entre la présidence, le ministère et les promoteurs, et dévoilé pendant les vacances scolaires en août 2009 ; aucune des UFR intéressée n'aurait pu ainsi participer à l'élaboration du cahier des charges ;
- la forme choisie par le ministère (le PPP) serait mal adaptée. Le projet serait basé sur des discussions menées il y a une dizaine d'années et ne tiendrait donc pas compte du Plan Licence de Valérie Pécresse[2], qui cherche à réduire l'échec en premier cycle en renforçant le travail en groupe restreints et en réduisant les cours en amphithéâtres, et serait de ce point de vue déjà dépassé[3] ;
- la localisation à proximité du futur Campus Condorcet plutôt qu'à proximité de la Sorbonne poserait des problèmes de cohérence d'ensemble des implantations de Paris IV qui cherche pourtant à se recentrer sur le quartier Latin (voir sa significative tentative pour racheter à Paris III le centre Censier et les vues sur les anciens locaux de l'École polytechnique, actuellement utilisés par le MESR) dans le cadre du Plan Campus, qui privilégie les logiques de sites sur celles d'institutions.